# Rejon rudecki
Rejon rudecki (ukr. Рудківський район) – dawna jednostka podziału administracyjnego Ukraińskiej Socjalistycznej Republiki Radzieckiej w Związku Socjalistycznych Republik Radzieckich w latach 1940–1941 i 1944–1962.  Należał do obwodu drohobyckiego do 1959 roku, a po jego zniesieniu do obwodu lwowskiego. Siedziba władz rejonu znajdowała się w Rudkach.
Rejon rudecki został utworzony 17 stycznia 1940 na podstawie dekretu Prezydium Rady Najwyższej USRR o podziale na rejony zachodnich obwodów USRR, kiedy to w obwodzie drohobyckim utworzono 30 rejonów, między innymi rudecki.
Rejon objął miasto Rudki, obszary zniesionych gmin Hoszany, Koniuszki Siemianowskie i Pohorce oraz wschodnią część gminy Kupnowice Nowe (gromady Błozew Dolna, Kanafosty, Kupnowice Nowe, Kupnowice Stare, Ostrów, Rozdziałowice, Szeptyce, Wańkowice i Woszczańce), należące przed wojną do powiatu rudeckiego, a także gromadę Hodwisznia, należącą przed wojną do gminy Lubień Wielki w powiecie gródeckim – wszystkie w województwie lwowskim.
Rejon rudecki przestał istnieć wraz z wybuchem wojny niemiecko-radzieckiej 22 czerwca 1941. Jego tereny weszły w skład Landkreis Lemberg dystryktu galicyjskiego Generalnego Gubernatorstwa.
Rejon został odtworzony 31 lipca 1944, po zajęciu tych terenów przez Armię Czerwoną.
21 maja 1959, w wyniku zniesienia obwodu drohobyckiego, rejon dobromilski włączono do obwodu lwowskiego.
23 września 1959 do rejonu rudeckiego włączono części zniesionych rejonów komarniańskiego i sądowowiszniańskiego.
Rejon rudecki zniesiono w 1962 roku, włączając jego obszar do rejonów gródeckiego i samborskiego.